# Herrenhaus Kambz
Das Herrenhaus Kambz befindet sich im heute polnischen Kępica (Kambz) im Powiat Kamieński, Świerzno (Gemeinde Schwirsen). Historisch gehörte das Gut zum Landkreis Cammin. 

## Geschichte
Die Grundherrschaft wird im 14. Jahrhundert erstmals als Lehen der von Brüsewitz erwähnt. Bis Ende des 15. Jahrhunderts sind die von Brüsewitz auf Kambz nachweisbar, vor allem die von Brüsewitz aus dem Hause Brendemühl. Nach Umwandlung der Grundherrschaft in die Gutswirtschaft im 18. Jahrhundert wurde Gut Kambz zusammen mit einem Vorwerk in die Landesmatrikel eingetragen. Auch 1870 gehörte Kambz den von Brüsewitz, später jedoch den von Poser.

## Bauwerk
Das Herrenhaus  stammt aus der zweiten Hälfte des 19. Jahrhunderts, steht jedoch auf den Fundamenten eines früheren Baus aus dem Mittelalter.